# امانوئل آرسان
مارایات رولِه-آندریان با نام‌خانوادگی دوشیزگی کراسائه‌سین (تای: มารยาท กระแสสินธุ์) یا بیبیده (تای: มารยาท พิพิธวิรัชชการ؛ ‏ آرتی‌جی‌اس: Marayat Phiphitwiratchakan؛ ‏  زادهٔ ۱۹ ژانویه ۱۹۳۲ – درگذشته ۱۲ ژوئن ۲۰۰۵)، که با تخلص امانوئل آرسان شناخته می‌شود، نویسنده، رمان‌نویس، بازیگر تایلندی‌-فرانسوی بود که بیشتر به‌خاطر رمانی با شخصیت خیالی امانوئل شناخته می‌شود؛ زنی که در شرایط گوناگون، سفری برای کشف و شهود جنسی خود را آغاز می‌کند. بعدها ادعا شد که نویسنده واقعی این کتاب، همسر او لوئی-ژاک رولِه-آندریان بوده‌است. از فیلم‌ها یا برنامه‌های تلویزیونی که وی در آن نقش داشته‌است، می‌توان به فیلم دانه‌های شن (۱۹۶۶) ساخته رابرت وایز و امانوئل اشاره کرد.

## زندگی‌نامهٔ مختصر
امانوئل آرسان با نام «مارایا بیبیده» در ۱۹ ژانویه ۱۹۳۲ در بانکوک تایلند، در یک خانواده اشرافی  سیامی که ارتباط نزدیکی با خانواده سلطنتی داشتند، به دنیا آمد.: ۱۳۰  خانه خانوادگی مارایات در منطقه مرفه اکامای در پایتخت تایلند قرار داشت، جایی که بنا بر گزارش‌ها، او کشف تمایلات جنسی خود را در کنار خواهر کوچکش واسانا تجربه کرد.: ۱۳۲ 
پس از گذراندن دوران ابتدایی در تایلند، مارایات توسط والدینش به سوئیس فرستاده شد تا تحصیلاتش را در مدرسه شبانه‌روزی بسیار گزینشی دبیرستان له‌روزه، واقع در رول، کانتون وو، ادامه دهد. این مدرسه آموزش دو‌زبانه انگلیسی-فرانسوی را به فرزندان نخبگان بین‌المللی ارائه می‌داد. در یکی از مهمانی‌های آنجا در سال ۱۹۴۸، مارایات ۱۶ ساله برای نخستین بار با همسر آینده‌اش، لوئی-ژاک رولِه-آندریان، دیپلمات ۳۰ ساله فرانسوی، آشنا شد. گرچه این دیدار به عشق در نگاه اول انجامید، اما آن‌ها تا سال ۱۹۵۶ ازدواج نکردند و سپس در تایلند ساکن شدند، جایی که لوئی-ژاک به مأموریت دیپلماتیک در دفتر یونسکو در یونسکو منصوب شد.
در فضای گزینشی باشگاه ورزشی، لوئی-ژاک و مارایات با فلسفه لذت‌گرایانه خود درباره روابط جنسی جمعی، به‌سرعت در میان مهاجران دور از میهن، دیپلمات‌ها، جاسوسان قلابی، همسران دل‌زده و ثروتمندان دائما در سفر و خوشی که به‌طور مداوم در رفت‌وآمد بودند، سر و صدا به پا کردند. در نتیجه، شهرت این زوج به‌زودی از دایره محدود آشنایان فراتر رفت و پایتخت تایلند را به مقصدی محبوب برای زوج‌های علاقه‌مند به سکس ضربدری تبدیل کرد. در همین زمان، آن‌ها برای نخستین بار با شاهزاده بیکار ایتالیایی، آلساندرو روسپولی، نهمین شاهزاده چروتری، آشنا شدند؛ فردی که به نخبگان پلی‌بوی بین‌المللی دهه ۱۹۵۰ تعلق داشت و دیدگاه‌هایش درباره رابطه جنسی تأثیر عمیقی بر مارایات و لوئی-ژاک گذاشت. آن‌ها بلافاصله دادو را «راهنمای معنوی» و «کاهن اعظم عشق» خود نامیدند.: ۱۳۰ 
در سال ۱۹۶۳، لوئی-ژاک به ایتالیا اعزام شد و این زوج به مدت پنج سال در ونیز و رم اقامت داشتند، جایی که بار دیگر با آلساندرو روسپولی دیدار کردند. او آن‌ها را با محافل اشرافی لیبرتین آن سوی آلپ آشنا کرد.: ۱۳۳   از سال ۱۹۶۸ تا ۱۹۸۰، مارایات و همسرش اغلب بین پاریس و بانکوک در رفت‌وآمد بودند.

## نویسندگی
رمان امانوئل در ابتدا در سال ۱۹۵۹ به‌صورت مخفیانه و بدون ذکر نام نویسنده در فرانسه منتشر و توزیع شد. نسخه‌های بعدی به امانوئل آرسان نسبت داده شد، که بعدها مشخص شد همان مارایات رولِه-آندریَن است. اگرچه گاه به حالت نیمه‌زندگی‌نامه‌ای بودن این رمان اشاره می‌شد، اما بعدها فاش شد که نویسنده واقعی آن همسر او، لوئی-ژاک رولِه-آندریان بوده‌است. چندین رمان دیگر نیز با نام مستعار امانوئل آرسان منتشر شد.
بین سال‌های ۱۹۷۴ تا ۱۹۷۶، آرسن و همسرش با همکاری ژوست ژکین، مجله اروتیک «امانوئل، مجله لذت» را در فرانسه منتشر کردند و در آن عکس‌ها و داستان‌هایی را ارائه دادند.: ۱۳۱، ۱۳۳-۱۳۴ 